# Kleiner Maurerkeeskopf
Der Kleiner Maurerkeeskopf (3205 m ü. A.) ist ein Berggipfel des Tauernhauptkamms in der Venedigergruppe an der Landesgrenze zwischen Tirol (Bezirk Lienz) und Salzburg (Bezirk Zell am See) bzw. an der Gemeindegrenze zwischen Prägraten am Großvenediger und Neukirchen am Großvenediger. Der Berg wurde ursprünglich von Theodor Harpprecht Östlicher Maurerkeeskopf benannt.

## Lage
Der Kleine Maurerkeeskopf ist ein Felskopf zwischen dem Hinteren Maurerkeeskopf (3311 m ü. A.) im Westen und dem Geigerkopf (3174 m ü. A.) im Osten. Der Kleine Maurerkeeskopf wird dabei vom Hinteren Maurerkeeskopf durch das Maurertörl (3104 m ü. A.) und vom Geigerkopf durch den Breiten Sattel (3107 m ü. A.) getrennt. Südlich des Kleinen Maurerkeeskopf liegt das Maurerkees, aus dem der Maurerbach entspringt, nördlich befindet sich das Obersulzbachkees sowie das nahe Krimmlertörlkees.

## Aufstiegsmöglichkeiten
Der Normalweg auf den Kleinen Maurerkeeskopf führt von der Essener-Rostocker Hütte zunächst auf markiertem Weg am Maurerbach entlang in Richtung des Maurertörls. Der weitere Anstieg erfolgt zuletzt am Maurerkees ins Maurertörl und danach über den Südwestgrat zum Gipfel (I, eine Stelle II-). Mögliche Varianten sind der Abstieg vom Maurertörl über Firn und Fels zum Fuß des Südgrats und über diesen zum Gipfel (II) oder von der Kürsingerhütte über den Nordsporn (II).